# Alison Pill
Pour les articles homonymes, voir Pill (homonymie).
Alison Pill, née le 27 novembre 1985 à Toronto, en Ontario, est une actrice canadienne.

## Biographie
Née à Toronto, elle est la fille d'un ingénieur d'origine estonienne.

### Carrière
En 2006, âgée de 21 ans, elle tourne dans la série The Book of Daniel.
Elle fut nommée pour un Tony Award grâce à son interprétation dans la pièce de théâtre The Lieutenant of Inishmore de Martin McDonagh.
En 2008, elle joue dans le film Harvey Milk.
En juillet 2019 lors de la San Diego Comic-Con, elle est annoncée pour le rôle du Docteur Agnes Jurati dans la nouvelle série Star Trek : Picard et a été réengagée dans le même rôle en 2021 pour la saison 2.

### Vie privée
De 2010 à 2013, elle est fiancée à l'acteur Jay Baruchel.
Le 24 mai 2015 après quatre mois de fiançailles, elle épouse l'acteur américain Joshua Leonard.
Le 18 juillet 2016, elle annonce sur les réseaux sociaux être enceinte de son premier enfant. Elle accouche d'une petite fille, Wilder Grace Leonard, le 19 novembre 2016.

## Filmographie

### Cinéma

#### Longs métrages
- 1999 : The Life Before This de Jerry Cicoretti : Jessica
- 1999 : Jacob Two Two Meets the Hooded Fang de Georges Bloomfield : Shapiro / Marfa
- 2000 : Skipped Parts de Tamra Davis : Chuckette Morris
- 2002 : Perfect Pie de Barbara Willis Sweete : Marie à 15 ans
- 2003 : Pieces of April de Peter Hedges : Beth Burns
- 2003 : Fast Food High de Nisha Ganatra : Emma Redding
- 2004 : Le Journal intime d'une future star (Confessions of a Teenage Drama Queen) : Ella
- 2004 : Dear Wendy de Thomas Vinterberg : Susan
- 2007 : Coup de foudre à Rhode Island (Dan in Real Life) : Jane
- 2008 : Harvey Milk (Milk) de Gus Van Sant : Anne Kronenberg
- 2009 : One Way to Valhalla de Karen Goodman : Dale
- 2010 : Scott Pilgrim (Scott Pilgrim vs. the World) d'Edgar Wright : Kim Pine
- 2011 : Minuit à Paris (Midnight in Paris) de Woody Allen : Zelda Fitzgerald
- 2011 : Fight Games (Goon) de Michael Dowse : Eva
- 2012 : To Rome With Love de Woody Allen : Hayley
- 2013 : Snowpiercer, le Transperceneige (Snowpiercer) de Bong Joon-ho : Un professeur
- 2014 : Cooties de Jonathan Milott et Cary Murnion : Lucy
- 2015 : Zoom de Pedro Morelli : Emma
- 2016 : Ave, César ! (Hail, Caesar!) de Joel et Ethan Coen : Mme Mannix
- 2017 : Miss Sloane de John Madden : Jane Molloy
- 2017 : Goon: Last of the Enforcers de Jay Baruchel : Eva
- 2018 : Vice d'Adam McKay : Mary Cheney
- 2018 : Ideal Home d'Andrew Fleming : Melissa
- 2021 : All My Puny Sorrows de Michael McGowan : Yoli
- 2024 : Trap de M. Night Shyamalan : Rachel Abbott

#### Courts métrages
- 2004 : The Crypt Club de Miguel Gallego : Liesl
- 2009 : The Awakening of Abigail Harris de Lucas Grabeel et Kelly L. King : Abigail Harris
- 2010 : Goldstar, Ohio de Michael Tisdale : Kendra Harper
- 2012 : Denise de Lee Toland Krieger : Denise
- 2012 : Santa Baby : Alice
- 2016 : Woman in Deep de Janicza Bravo : Birdie
- 2016 : Cover Up de Satya Bhabha : Emma

### Télévision

#### Séries télévisées
- 1997 : The New Ghostwriter Mysteries : Lucy
- 1998 : Psi Factor, chroniques du paranormal (PSI Factor : Chronicles of the Paranormal) : Sophie Schulman
- 1998 : Fast Track : Alexa Stokes
- 1998 : The Last Don II : Bethany
- 1998 : Anatole : Paulette (voix)
- 1999 : Poltergeist : Les Aventuriers du surnaturel (Poltergeist : The Legacy) : Paige
- 2000 : Haute finance (Traders) : Andrea Exeter
- 2006 : The Book of Daniel : Grace Webster
- 2006 : New York, section criminelle (Law & Order : Criminal Intent) : Lisa Ramsey
- 2008 : Les Experts: Las Vegas (CSI : Las Vegas) : Kelsey Murphy
- 2009 : En analyse (In Treatment): April
- 2010 : Les Piliers de la terre (The Pillars of the Earth) : Maud
- 2012-2013 : The Newsroom : Maggie Jordan
- 2014 : 7p/10e : Alison
- 2016 : The Family : Willa Warren
- 2017 : American Horror Story : Cult : Ivy Mayfair-Richards
- 2020 : Devs : Katie
- 2020-2022 : Star Trek : Picard : Dr Agnes Jurati
- 2021 : Them : Elizabeth "Betty" Wendell
- 2022 : Archer : Alessia (voix)
- 2023 : Hello Tomorrow! : Myrtle Mayburn
- 2023 : Scott Pilgrim prend son envol : Kimberly "Kim" Pine (voix)

#### Téléfilms
- 1998 : Degas and the Dancer de David Devine (en) : Marie von Goetham
- 1998 : Stranger in Town de Stuart Margolin : Hetty
- 1999 : What Katy Did de Stacy Stewart Curtis : Katy Carr
- 1999 : Locked in Silence de Bruce Pittman : Lacey
- 1999 : Different de Paul Wendkos : Sally
- 1999 : Pour l'amour d'Emily (God's New Plan) de Michael Switzer : Samantha Hutton
- 1999 : Redwall : The Movie de Dean Howard : Cornflower (voix)
- 2000 : Un intrus dans la famille (Baby) de Paul Shapiro : Larkin Malone
- 2000 : Mon clone et moi (The Other Me) de Manny Coto : Allana Brownin
- 2000 : The Dinosaur Hunter de Rick Stevenson : Julie Creath
- 2001 Midwives de Glenn Jordan : Constance Danforth
- 2001 : Judy Garland, la vie d'un étoile (Life with Judy Garland) : Lorna Luft
- 2001 : À l'épreuve de l'amour (What Girls Learns) de Lee Rose : Tilden
- 2002 : Une double vie (The Pilot's Wife) de Robert Markowitz : Mattie Lyons
- 2003 : Un amour inattendu (An Unexpected Love) de Lee Rose : Samantha Mayer
- 2004 : La Voix de l'innocence (Plain Truth) de Paul Shapiro : Katie Fitch
- 2004 : A Separate Peace de Peter Yates : Beth

## Voix francophones
En France, Jessica Monceau est la voix régulière d'Alison Pill.
En France
| - Jessica Monceau dans : - En analyse (série télévisée) - Goon: Last of the Enforcers - American Horror Story (série télévisée) - Star Trek: Picard (série télévisée) - Devs (mini-série) - Eux (série télévisée) - Archer (voix) - Hello Tomorrow! (série télévisée) - Trap - Laëtitia Godès dans : - La Voix de l'innocence (téléfilm) - New York, section criminelle (série télévisée) | Et aussi - Adeline Chetail dans Pieces of April - Barbara Probst dans Coup de foudre à Rhode Island - Ingrid Donnadieu dans Les Experts (série télévisée) - Aurore Bonjour dans Scott Pilgrim - Laura Préjean dans The Newsroom (série télévisée) - Camille Gondard dans Snowpiercer : Le Transperceneige - Anneliese Fromont dans Ave, César ! - Barbara Beretta dans Miss Sloane - Lily Rubens dans Vice |

Au Québec